# Linka MCD-5
Linka MCD-5 neboli Jaroslavsko-Pavěleckij diametr (rusky Яросла́вско-Павеле́цкий диаметр) či Pátý diametr je budoucí linka Moskevských centrálních diametrů označována světle zelenou barvou (oficiálně jde o barvu zelené louky). Její spuštění je zatím plánováno na léta 2027 - 2028 .
Linka by měla vzniknout propojením Jaroslavského a Pavěleckého směru Moskevské železnice v úseku mezi městy Puškino a Ščolkovo na severu do města Domodědovo na jiho přes Mytišči, centrum Moskvy, Vidnoje, Koroljov, Ivantějevku a Frjazino. na severu a Domodědovo přes centrum Moskvy. Na severu bude ze stanice Mitišči dál od Moskvy trasa rozdělena do směrů na Puškino a Ščolkovo. Linka bude takto sjednocovat tak čtvrti na jihovýchodě a jihu Moskvy s čtvrtěmi na severu a severovýchodě a přilehlou částí Moskevské oblasti. Podle současných plánů (začátek roku 2024) by linka měla měřit celkem 89 km a obsluhovat celkem 39 zastávek, z čehož 11 bude umožňovat přestup na metro, Moskevský centrální okruh či na další radiální železniční směry. 
Doposud není rozhodnuto o trase linky v centru města, přičemž byly v minulosti navrhovány povrchové i podzemní varianty. V únoru 2024 při prezentaci programu dopravního rozvoje Moskvy do roku 2030 nebyla linka MCD-5 jako celek upomenuta s tím, že oba dva směry budou rozvíjeny samostatně. Moskevský starosta Sergej Sobjanin ve svém osobním blogu informoval, že bude prozatím řešena otázka zařazení obou tratí do moskevského systému jízdného.

## Stanice
Na lince budou obsluhovány následující stanice a zastávky. Kurzívou jsou označeny zastávky či stanice, které bude třeba vybudovat a/nebo jsou součástí úseků, jejichž trasa se v rámci projektování ještě může změnit.
První severní větev:
Ščolkovo – Voronok – Sokolovskaja – Zagorjanskaja – Valentinovka – Bolševo – Podlipky-Dačnyje
Druhá severní větev:
Puškino – Mamontovskaja – Kljazma – Tarasovskaja – Čeljuskinskaja – Strojitěl
Společná trasa:
Mytišči – Tajninskaja – Perlovskaja – Los – Losinoostrovskaja – Rostokino  – Jauza – Malenkovskaja – Rižskaja   – Ploščaď trjoch vokzalov   – Kitaj-gorod   – Pavělecké nádraží   – Derbeněvskaja – Tulskaja  – Věrchnije Kotly  – Nagatinskaja  – Varšavskaja  – Čertanovo – Kotljakovo  – Birjuljovo-Tovarnaja – Birjuljovo-Passažirskaja  – Bulatnikovo – Rastorgujevo – Kalinino – Leninskaja – Domodědovo

## Perspektivy
Ve vzdálenější perspektivě má být linka prodloužena až do Novomoskovsku, Jaroslavle a Kostromy.